# ریزسنگواره

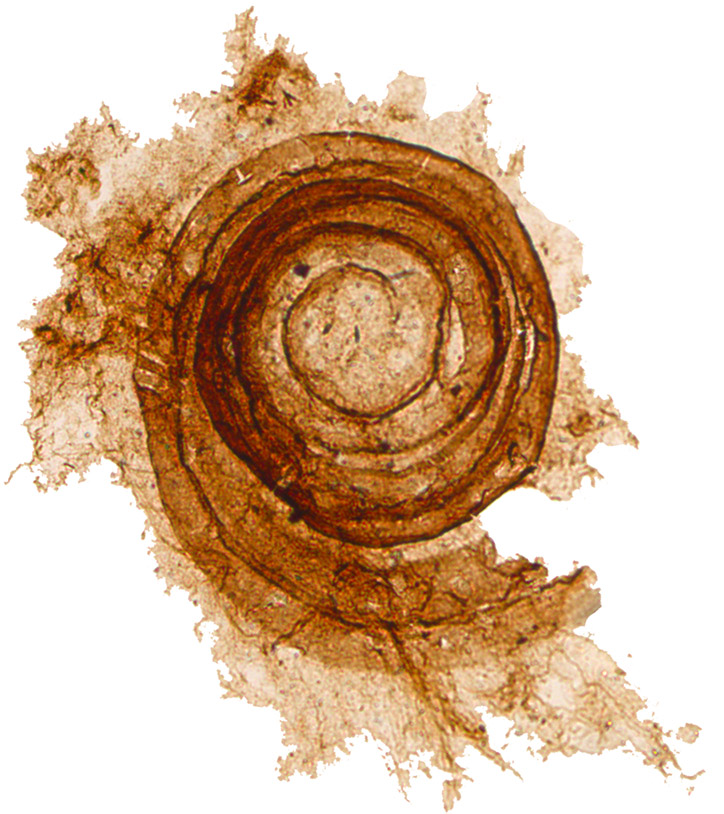
یک ریزسنگواره رازآلود کربنی Cochleatina canilovica, از ادیکارین پسین

ریزسنگواره یا میکروفسیل (به انگلیسی: Microfossil)، سنگواره‌ای است که معمولاً بین ۰٫۰۰۱ میلی‌متر و ۱ میلی‌متر است، که مطالعه دیداری آن نیاز به استفاده از نور یا میکروسکوپ الکترونی دارد. فسیلی که بتوان آن را با چشم غیرمسلح یا با بزرگ‌نمایی کم‌توان مطالعه کرد، مانند لنز دستی، درشت‌سنگواره نامیده می‌شود.
ریزسنگواره‌ها یکی از ویژگی‌های مشترک رکوردهای زمین‌شناسی، از دوره پرکامبرین تا هولوسن هستند. آنها در نهشته‌های محیط‌های دریایی رایج‌تر هستند، اما در آب‌های شور، آب شیرین و رسوب‌های زمینی نیز دیده می‌شوند. در حالی که هر فرمانروی حیات در رکوردهای ریزسنگواره نشان داده شده‌است، فراوان‌ترین شکل‌ها اسکلت‌های پروتیست یا کیست‌های میکروبی از Chrysophyta، چرخان‌تاژک‌داران، Sarcodina , acritarchs و chitinozoans، همراه با گرده‌ها و هاگ‌های گیاهان آوندی هستند.